# كارولين كارفر (كاتبة)
كارولين كارفر (بالإنجليزية: Caroline Carver)‏ هي كاتِبة بريطانية، ولدت في 1959.